# Bhimavaram
Bhimavaram, en hindi : भीमावरम, télougou : భీమవరం est une ville du district du Godavari occidental, dans l'État de l'Andhra Pradesh, en Inde. C'est le siège administratif du mandal de Bhimavaram (en) dans la subdivision de Narasapuram. Elle fait partie de l'autorité de développement urbain d'Eluru (en). Selon le recensement de l'Inde de 2011, elle compte une population de 146 961 habitants, ce qui en fait la deuxième zone urbaine la plus peuplée du district. C'est également l'un des principaux centres de pèlerinage de l'État, qui abrite Somarama (en), l'un des cinq grands Pancharama Kshetras. 

## Histoire
Comme une grande partie de l'Andhra Pradesh côtier actuel, Bhimavaram était contrôlé par la dynastie Chola. Sous le règne de Kulothunga Chola Ier, Bhimavaram était gouvernée par ses fils qui faisaient office de vice-rois. Des inscriptions en pierre ont été trouvées dans la ville et datent de son règne (vers 1096).